# Dudumaale
Dudumaale (ook: Dudumale) is een dorp in het district Garowe, in de regio (provincie) Nugaal, in Puntland, een semi-autonome deelstaat in noordoost Somalië.

Dudumale ligt in een aride savannelandschap in het dunbevolkte zuiden van het Garowe district, ca. 45 km ten zuidoosten van de hoofdstad van Puntland, Garowe. Smalle onverharde weggetjes verbinden het met andere dorpen in de regio. De dichtsbijzijnde andere plaatsjes zijn Yoonbays (27,2 km naar het Zuidoosten), Dogob (20,2 km naar het Westen), Awr Culus (21,4 km naar het Zuidwesten), Warwayteen (34,4 km naar het Noordwesten) en Uar Ueiten (36 km naar het Noordwesten). Rondom Dudumaale liggen ca. 20 berkads, bassins voor het opvangen van regenwater.

Er is een gezondheidszorg-centrumpje in Dudumaale.

Het dorp heeft ook een school en twee kleine moskeetjes.
Dudumaale heeft een woestijnklimaat ("BWh" in de Klimaatclassificatie van Köppen). De gemiddelde jaartemperatuur is 24,9°C; de temperatuurvariatie is gering; de koudste maand is januari (gemiddeld 22,1°); de warmste juni (26,9°). Regenval bedraagt jaarlijks ca. 166 mm (ter vergelijking: in Nederland 850 mm). Er zijn twee droge seizoenen (van januari - maart en juni - september) en twee 'regenseizoenen' (april - mei en oktober - december).